# 川上瀧彌
川上 瀧彌（日语：かわかみ たきや，1871年3月4日—1915年8月21日），日本山形縣飽海郡松嶺町（今山形縣酒田市）人，植物學家。

## 人物生平
1871年（明治四年）3月4日，川上瀧彌在羽後國飽海郡松嶺（今山形縣酒田市）出生。川上家族為庄內藩的下級武士，支持舊幕府勢力，在明治新政府軍擊敗舊幕府勢力後，庄內藩藩主被政府處分，川上家族受此影響，全家移居「新天地」北海道尋求機會。川上的哥哥從軍。
1891年（明治24年），川上瀧彌先進入札幌農學校（今北海道大學）預科就學，後來正式進入札幌農學校就讀。札幌農學校和臺灣的關係非常密切，不少畢業生都曾在臺灣服務。在學時，川上經常在北海道各地進行採集製作標本。作為明治維新後接受西式教育的新一代知識分子，他受到札幌農學校老師宮部金吾、新渡戶稻造等的照顧。
1897年（明治30年），川上瀧彌在阿寒湖的尻駒別灣發現綠藻，並命名為「毬藻」。川上參加雌阿寒岳的氣象調查並發現毬藻的緣由，是因為在那個交通不便的年代，旅行成本極高，他不去當打工仔根本無法爬山。之後發表關於利尻島植物分布的論文，在1899年（明治32年）獲得東京植物學會懸賞論文的銀賞。
1900年（明治33年），從札幌農學校畢業。任教於熊本農業學校。
1903年（明治36年）10月，川上瀧彌前往臺灣，擔任過臺灣總督府技師、農事試驗場植物病理部長、有用植物調查事業主任。
當時總督府的政策，是儘量攫取臺灣的天然資源。川上瀧彌反對，提出：「農夫知道要先耕耘，才有收成。怎麼可以不耕耘，就想坐收其成？」1904年，他認為臺灣是熱帶、亞熱帶植物學的知識寶庫，向總督府提出「臺灣植物調查」計畫。總督府只撥很少的經費給他，在有限的經費下，與助手進行臺灣植物的普查，他調查研究的足跡踏遍台灣各地以及離島的彭佳嶼、蘭嶼、澎湖群島。
由於這項調查計畫的經費拮据，能雇用的人很少，但先後加入這項計畫的森丑之助、島田彌市、佐佐木舜一等人，後來都成為知名的人類學家或植物學家。根據島田彌市在1925年的統計，臺灣以川上瀧彌命名的植物高達93種。川上瀧彌的研究不但奠定台灣植物學的研究基礎，同時也向西洋植物學界介紹台灣。
1908年（明治41年），當時擔任殖產局農務課勤務的他兼任臺灣總督府民政部物產陳列館（也就是後來的臺灣總督府博物館、今國立臺灣博物館）初代館長一職。1910年（明治43年）川上發起創立台灣博物學會，所發行的『台灣博物學會會報』是日治時代的植物、鑛物、動物的重要史料。
雖然川上瀧彌是札幌農學校畢業的「農學士」，並在臺灣總督府任職，仍然無法擁有出國旅行的夢想。1910年1月，受到同是札幌農學校畢業的學弟芳賀鍬五郎奉派前往南洋群島、澳洲、新加坡等地考察的刺激，川上決定積極申請前往南洋考察。
1911年6月（明治44年）時，川上瀧彌前往南洋諸島與東印度出差，從神戶啟航，抵上海、香港，再南向新加坡，並以此地為中心，赴暹羅、馬來半島和廖內群島；進入爪哇後，又至南婆羅洲、西里伯斯，經龍目島回到爪哇、新加坡。然後往英屬緬甸、印度、錫蘭，最後繞回檳城、新加坡、香港，前往菲律賓，直到1912年4月，才返抵臺灣淡水歸來。回台灣後，他以公務員的身分寫下「出國報告」。
1915年，川上瀧彌出版《椰子的葉蔭》一書，是他出差前往南洋諸島與東印度的日記。這原來是他將所見所聞的私人日記分期投稿到《臺灣日日新報》集結付梓而成。當時，整個台灣植物學的調查，在他們的官方文件上都看不到公務員的「個人」，看不見他們出行時抱怨天氣，也看不見他們與當地人的交談。不過，川上的日記描述了大量細節，比如，自己如何從對榴槤感到懼怕，到成為榴槤的教徒，甚至有如何不被欺騙的記載。《椰子的葉蔭》結合了博物學的觀察、人類學、自然史、學術性提問與人文史。書中最具文學性的部分，是他思考人們對馬來人懶惰的負面印象，其實是源於熱帶地區物產之豐富，因此馬來人無需為食物四處奔走。日治時期由國家出錢赴南洋的人為數不少，由川上所記載他在旅途中遇見的日本人和台灣人，可以看出當時台灣和東南亞的交流，著實比我們所想像的深更多。
1915年（大正四年）8月21日，病逝於任內，享年44歲。

## 著作
- 《花》
- 〈臺灣野生護膜樹〉
- 〈臺灣農作物病害菌目錄〉
- 《臺灣有用植物》
- 《臺灣新高山採集紀行》
- 《新高山頂の植物》
- 《澎佳島の植物》
- 《椰子の葉蔭》

## 其他

### 川上命名的植物
台灣植物誌第二版川上所發現命名的台灣植物：
- 玉山櫻草 Primula miyabeana T. Itô & Kawak.
- 乳藤 Ecdysanthera utilis Hayata & Kawak.

### 紀念川上的植物
台灣植物誌第二版中收錄紀念川上而命名的台灣植物：
- 鱗瓦葦 Lepisorus kawakamii (Hayata) Tagawa
- 川上氏肋毛蕨 Ctenitis kawakamii (Hayata) Ching
- 川上氏雙蓋蕨 Diplazium kawakamii Hayata
- 台灣冷杉 Abies kawakamii (Hayata) Tak. Itô
- 台灣寶鐸花 Disporum kawakamii Hayata
- 川上氏鴨舌疝 Belosynapsis kawakamii (Hayata) C. I Peng & Y. J. Chen
- 川上短柄草 Brachypodium kawakamii Hayata
- 川上氏月桃 Alpinia shimadae Hayata var. kawakamii (Hayata) J. J. Yang & J. C. Wang
- 恒春風藤 Piper kawakamii Hayata
- 台灣小檗 Berberis kawakamii Hayata
- 蘭嶼土沉香 Excoecaria kawakamii Hayata
- 大葉苦櫧 Castanopsis kawakamii Hayata
- 大葉石櫟 Pasania kawakamii (Hayata) Schottky
- 阿里山千金榆 Carpinus kawakamii Hayata
- 桑葉懸鉤子 Rubus kawakamii Hayata
- 尖葉楓 Acer kawakamii Koidz.
- 著生杜鵑 Rhododendron kawakamii Hayata
- 白桐 Paulownia kawakamii Ito
- 山艾 Artemisia kawakamii Hayata
- 玉山薊 Cirsium kawakamii Hayata
- 玉山山奶草 Codonopsis kawakamii Hayata
- 川上氏忍冬 Lonicera kawakamii (Hayata) Masam.
- 高山纈草 Valeriana kawakamii Hayata

- 川上氏堇菜 Viola formosana Hayata var. stenopetala (Hayata) J. C. Wang , T. C. Huang & T. Hashim.